# Nankovo, Hust
Nankovo (în ucraineană Нанково) este o comună în raionul Hust, regiunea Transcarpatia, Ucraina, formată numai din satul de reședință.

## Demografie
Componența lingvistică a comunei Nankovo
     Ucraineană (99,45%)
     Alte limbi (0,55%)
Conform recensământului din 2001, majoritatea populației comunei Nankovo era vorbitoare de ucraineană (99,45%), existând în minoritate și vorbitori de alte limbi.